# Christian von Haugwitz
Christian August Heinrich Curt von Haugwitz (Peuke-bei-Öls, 1752. június 11. – Velence, 1832. február 9.) gróf, porosz államférfi.

## Életpályája
Miután Halleban és Göttingenben jogot hallgatott, több évet töltött Itáliában. Innen hazajőve, sziléziai birtokán élt. 1791-ben tartományi kormányzóvá választották a sziléziai rendek, majd a porosz állam szolgálatába lépett. II. Frigyes Vilmos 1792-ben bécsi követté nevezte ki, de még ugyanezen évben visszahívta Berlinbe, ahol a király kedvence lett. Befolyt nevezetesen a bázeli béke aláírására (1795. április 5.) és ekkor 200 000 tallér értékű birtokot kapott a királytól. 1802-től fogva egyedül vezette a külügyminisztériumot. Midőn a franciák 1803-ban Hannovert megszállták, és a király Haugwitz felterjesztését, miszerint vagy követelje a tartomány kiürítését, vagy üzenje meg a háborút - elutasította: Haugwitz a birtokára vonult vissza. (Helyét Karl August von Hardenberg foglalta el.) 1805-ben azonban a király visszahívta és az Ausztriába győztesen előnyomuló Napóleonhoz küldte egy ultimátummal. Napóleon ímmel-ámmal addig hitegette Haugwitzot, mígnem az Austerlitz melletti ütközetben az oroszokat is megverte és erre a teljesen elszigetelt porosz követ kénytelen volt a schönbrunni egyezséget elfogadni (1805. december 15.), melynek értelmében Poroszország Ansbach, Kleve és Neuenburgért Hannovert kapta cserébe. Bár ezzel a poroszok Anglia haragját vonták magukra, Haugwitz mindazonáltal most is megtartotta állását, melyen a francia szövetség fenntartása érdekében fáradozott. Engedékenysége és rövidlátó politikája dacára nem kerülhette ki a negyedik koalíciós háborút, melyben Poroszország csúfos vereséget szenvedett. Haugwitz eleinte a táborkarban tartózkodott és a menekülő királyt keleti Poroszországba is elkísérte, de ott megvált az udvartól és a magánéletbe vonult vissza. 1820-tól fogva leginkább Itáliában időzött. Politikájának igazolására egy iratot dolgozott ki (Fragment des mémoires inédits du comte de Haugwitz).